# De Leon (Teksas)
De Leon je grad u američkoj saveznoj državi Teksas. Prema popisu stanovništva iz 2010. u njemu je živjelo 2.246 stanovnika.